# Filtrační nálevka

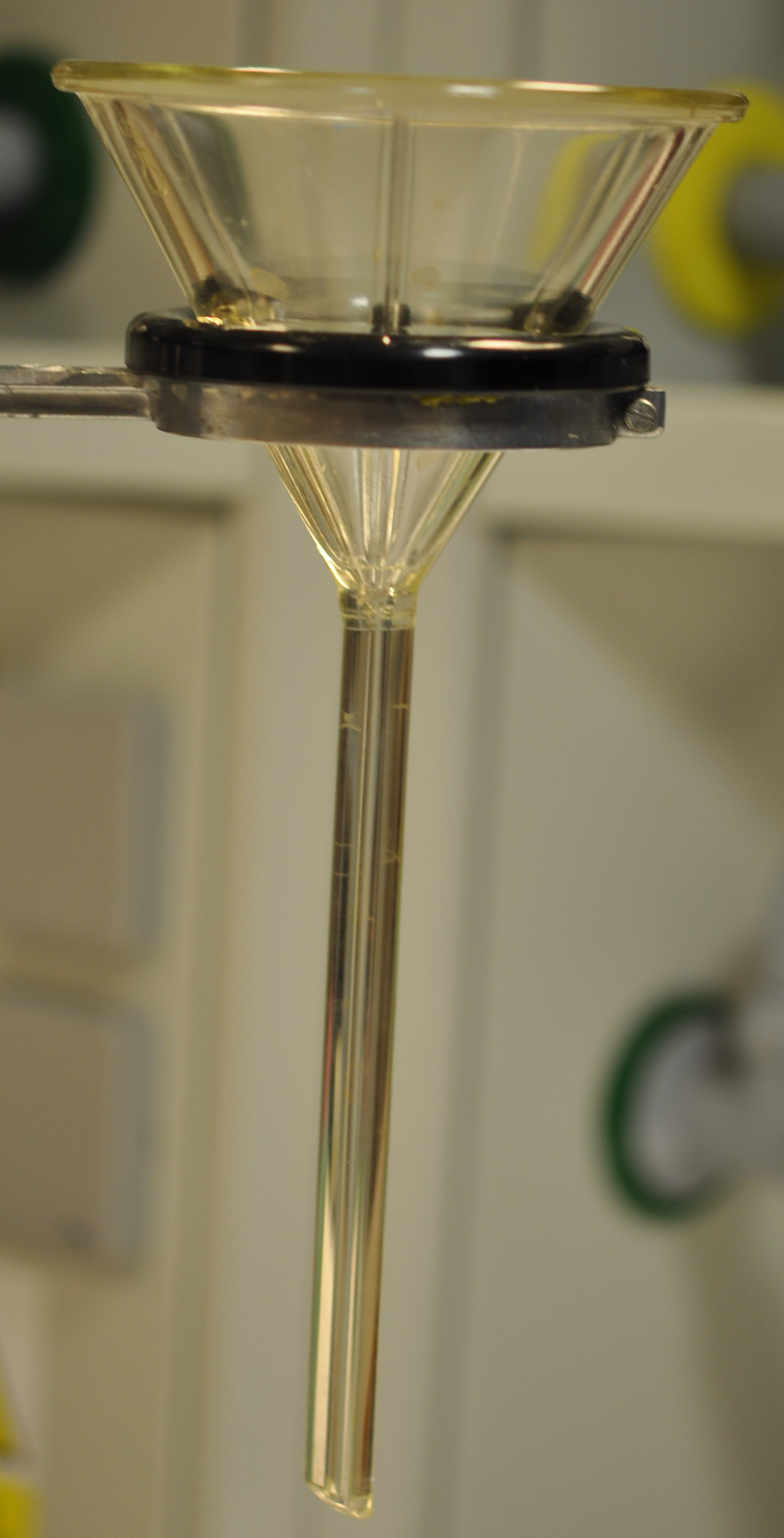
Filtrační nálevka

Filtrační nálevka je speciálním druhem (laboratorní) nálevky. Jedná se o kus laboratoního nádobí, vyrobený z borosilikátového skla (chemická a teplotní odolnost), používaný jako opora pro filtry z filtračního papíru.
Pro účely složení správného filtru (neskládaný či skládaný) má definovaný vnitřní úhel nálevky (60°). Konec stopky je seříznut šikmo, aby filtrát mohl snadněji odkapávat. V laboratoři lze použít i jako nálevku pro nalévání kapalin. Variantou je žebrovaná nálevka, co je filtrační nálevka uvnitř opatřená žebry.